# دانیله گراندی
دانیله گراندی (انگلیسی: Daniele Grandi؛ زادهٔ ۵ فوریهٔ ۱۹۹۳) بازیکن فوتبال است.
از باشگاه‌هایی که در آن بازی کرده‌است می‌توان به باشگاه فوتبال کومو و باشگاه فوتبال آتالانتا اشاره کرد.